# ليام تشارلز
ليام تشارلز (بالإنجليزية: Liam Charles)‏ هو مقدم تلفزيوني بريطاني، ولد في 21 أكتوبر 1997 في لندن في المملكة المتحدة.